# Dlouhé
Dlouhé (in tedesco Dlouha) è un comune ceco situato nel distretto di Žďár nad Sázavou, nella regione di Vysočina.